# Asiento auxiliar

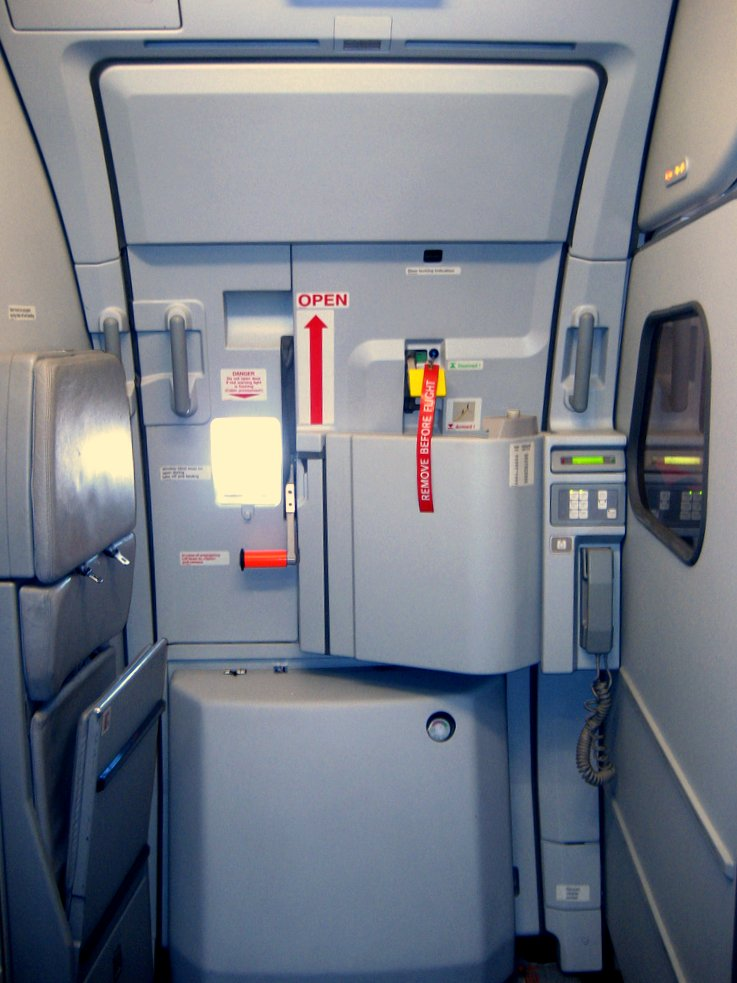
Puerta de un Airbus A319 con un asiento auxiliar plegado a la izquierda.

Un asiento auxiliar o asiento plegable es un asiento adicional en un automóvil, tren, metro o aeronave, típicamente plegable o con resorte para recogerse cuando no se usa. El término se originó en Estados Unidos alrededor de 1860 para describir un asiento móvil en un carruaje.

## Historia
Los asientos auxiliares se originaron en los carruajes tirados por caballos y luego se incorporaron a diversas formas de automóviles. Un uso histórico que aún se encuentra hoy en día es en limusinas, junto con furgonetas de reparto (ya sea como asiento adicional o como una adaptación del asiento del conductor para facilitar la entrada y salida durante múltiples entregas) y varios tipos de camioneta con cabina extendida (para permitir una transición entre espacio de almacenamiento y asientos detrás del asiento delantero).

### En aviación
Los asientos auxiliares se encuentran tanto en las áreas de servicio de la cabina de pasajeros para el uso de los auxiliares de vuelo (requerido durante el despegue y el aterrizaje) como en la cabina de vuelo —denominados oficialmente puestos auxiliares de tripulación— para personas que no participan en la operación del avión. Los usos en la cabina pueden incluir pilotos en formación que observan a la tripulación, tripulantes fuera de servicio que viajan hacia otro aeropuerto o supervisores oficiales como inspectores de agencias regulatorias o de aerolíneas. El personal de la aerolínea que está simplemente en tránsito puede ser asignado a asientos auxiliares en la cabina de pasajeros o a filas vacías designadas.
Los asientos auxiliares de cabina suelen estar ubicados cerca de las salidas de emergencia para que los auxiliares de vuelo puedan abrir rápidamente las puertas en caso de emergencia y ayudar en la evacuación.
Los requisitos de seguridad para el uso de asientos auxiliares tanto en la cabina de vuelo como en la de pasajeros se han endurecido significativamente desde los ataques del 11 de septiembre de 2001.
| |
| Un asiento auxiliar en un carruaje tipo Phaeton, c.1860 en Ellwood House, DeKalb, Illinois, EE. UU. |

| |
| El Gräf & Stift Double Phaeton de 1911 en el que viajaba el Archiduque Francisco Fernando de Austria cuando fue asesinado. Obsérvense los dos asientos auxiliares detrás de los asientos delanteros. |

|                                                                 |
| El ayudante del conductor de UPS sentado en un asiento auxiliar |